# Сарасина никки
«Сара́сина ни́кки» (яп. 更級日記, Sarashina nikki), также «Одино́кая луна́ в Сара́сина» или «Дневни́к Сара́сина» — произведение японской литературы, условно причисляемое к жанру никки, созданное дочерью Сугавара-но Такасуэ в эпоху Хэйан во второй половине XI века и написанное на позднем старояпонском языке. Сочинение выполнено в эстетике моно но аварэ, проза перемежается поэтическими произведениями жанра вака (пятистишиями).

## Описание
«Сарасина никки» относится к 4 важнейшим произведениям жанра никки эпохи Хэйан. Дневник написан от третьего лица свыше 900 лет назад и считается наименее объёмным произведением японской дневниковой литературы. Ни настоящее имя автора, ни авторский автограф не сохранились. Все дошедшие до наших дней списки восходят к копии Фудзивара-но Тэйка (1162—1241), датирующейся не ранее 1230 года. Фудзивара-но Тэйка также произвёл первый в истории поэтологический анализ «Дневника Сарасина».
Словосочетание «Сарасина никки» дословно означает «дневник из Сарасина». Сарасина — это название местности в провинции Синано, где перед смертью служил муж писательницы/героини. Данный топоним не фигурирует в тексте дневника, но напоминает читателю о японской легенде о человеке из Сарасина который, как водилось в голодные годы, отнёс свою немощную тётку или мать умирать в горы.
«Дневник „Сарасина никки“ рисует образ робкой и нелюдимой мечтательницы, которая „влюблялась в обманы“, представляла себя героиней романа, нередко грезила наяву, а сны хранила в памяти не менее бережно, чем впечатления реальной жизни. К счастью, этот одинокий голос не угас в веках, не затерялся в хоре, и по сей день звучит печально, искренне и чисто». Имя автора «Дневника Сарасина», как и других представительниц дневниковой литературы эпохи Хэйан, дошло только в описательном прозвище — писательница стала известна как «дочь Сугавара Такасуэ» и приходилась племянницей Митицуна-но хаха, создавшей «Дневник эфемерной жизни». В дальнейшем прозвище превратилось в имя писательницы Дочь Сугавара-но Такасуэ.
О манере повествования В. Н. Горегляд писал следующее: «Так же как в „Дневнике эфемерной жизни“, вводной характеристикой и ограничивается в „Дневнике Сарасина“ формальное отделение повествователя от героини. Дальше они идентифицируются, хотя лексически эта идентификация выражается, как и в других памятниках хэйанской литературы, не в назывании героини местоимениями 1-го лица, а большей частью в формах глагольных окончаний и в указательных местоимениях („этот“ вместо „мой“, „тот“ вместо „его“, „изволила вымолвить“ вместо „принцесса сказала“)».
Временные рамки данного дневника охватывают самый длительный из описанных в сочинениях жанра никки период — около 40 лет. Несмотря на это «Сарасина никки» относится к самым коротким японским женским дневникам, будучи вчетверо менее объёмным «Кагэро никки». Записи этого дневника не являются подёнными. Автор выделила для описаний лишь важнейшие события собственной жизни. «Дневник дочери Сугавара Такасуэ интересен переплетением путевых заметок с бытописательством и обилием вставных эпизодов (легенды, предания, сны)». Произведение написано ретроспективно с использованием писем, записей и личного собрания стихов. Датированные записи ограничены периодом с 1020 по 1058 год (смерть мужа), но описанные события происходили в немногим более широких временных рамках: начинаясь в детстве и заканчиваясь преклонным возрастом автора/героини. Годы событий указаны в редких случаях, поэтому сочинение, несмотря на то, что включает путевые заметки, с точки зрения современной классификации скорее всего следует отнести к памятникам дневниково-мемуарной литературы, поскольку несёт черты художественного произведения, хотя литературоведы условно относят его к жанру никки, то есть к дневниковой литературе. И. В. Мельникова, автор первого русского перевода произведения, без сомнений датировала дневник «Сарасина никки» 60-ми годами XI века (после 1059 года) и выделила его шесть основных частей: «путешествие в столицу, отроческое увлечение романами и первые потери, жизнь в родительском доме до замужества, служба во дворце, паломничество, смерть мужа и одинокая старость»; и центральные темы: судьба, вера, сны, странствия, романы (самым любимым из них была «Повесть о Гэндзи». По мнению В. Н. Горегляда, дневник был создан в 1059 или 1060 году. Этот известный японист указал, что в сочинении «настроение меняется от сентиментального к безысходному», и делил «Дневник» по хронологическому признаку на три части: «начальная» (или «детство»), «последующая» («служба и замужество») и «заключительная» («старость»). Пятистишия танка занимают около 10 % текста (в одном случае рэнга).
Сочинение переведено «дважды на английский и на французский». Первый перевод на русский язык осуществила И. В. Мельникова (1997).

## Издания
- Сарасина никки. Одинокая луна в Сарасина / Пер. с яп., предисл. и коммент. И. В. Мельниковой / Ирина Витальевна Мельникова. — СПб. : Гиперион, 1997. — 144 с. — (Японская классическая библиотека). — 3000 экз. — ISBN 5-89332-016-6.
- Сарасина никки. Одинокая луна в Сарасина / Пер. с яп., предисл. и коммент. И. В. Мельниковой / Ирина Витальевна Мельникова. — СПб. : Гиперион, 1999. — 224 с. — (Японская классическая библиотека). — 3000 экз. — ISBN 5-89332-016-6.
- Сугавара-но Такасуэ. Сарасина никки / Пер. с япон., предисл. и комм. И. В. Мельниковой / Ирина Витальевна Мельникова // Японские средневековые дневники : Антология. — СПб. : Северо-Запад Пресс, 2001. — С. 486—567. — 624 с. — (Золотая серия японской литературы). — 3000 экз. — ISBN 5-93698-043-X.
- Дочь Сугавара-но Такасуэ. Одинокая луна в Сарасина / Пер. с япон. И. В. Мельниковой / Ирина Витальевна Мельникова // Тысяча журавлей : Антология японской поэзии и прозы VIII—XIX вв. / Составитель: Т. П. Редько. — СПб. : Азбука-классика, 2005. — С. 229—240. — 992 с. — 10 000 экз. — ISBN 5-352-00861-4.